# 筑前国の式内社一覧
筑前国の式内社一覧（ちくぜんのくにのしきないしゃいちらん）は、『延喜式』第9巻・第10巻「神名帳上下」（延喜式神名帳）に記載のある神社、いわゆる「式内社」およびその論社のうち、筑前国に分類されている神社の一覧。
また『延喜式』神名帳の編纂当時に存在したが同帳に記載の無い神社、いわゆる「式外社」についても付記する。

## 式内社
『延喜式』神名帳では、大社16座8社（いずれも名神大社）・小社3座3社の計19座10社を記載。
1）「神名帳」列は、『延喜式 上巻』（大岡山書店、昭和4年、国立国会図書館デジタルコレクション）等における『延喜式』神名帳の記載を基に作成。社名表記は神社史料集成（5を参照）における字体（異体字がある場合には新字体・通用性の高い字体を使用）を基準とした。読みの「-」部分は、「神社」以外で仮名が振られていない部分。「○座」は座数を表し、一座の場合は記載していない。

2）格の「名神大」は名神大社を、「大」は式内大社（名神大社除く）を、「小」は式内小社を意味する。付記は社名とともに記されているもので、一部は「式内社#式内社の社格」を参照。

3）比定社が複数ある場合、最も有力なものを無冠で示し、他の論社には「（論）」を冠した。

4）本来の式内社とは認めがたいものの、式内社を合祀したなどその後継を主張するもの、その他参考の神社には「（参）」を冠した。

| 神名帳             | 神名帳                  | 神名帳   | 神名帳           | 比定社           | 比定社                                                                           | 比定社         | 集成 |
| 社名               | 読み                    | 格       | 付記             | 社名             | 所在地                                                                           | 備考           | 集成 |
| ------------------ | ----------------------- | -------- | ---------------- | ---------------- | -------------------------------------------------------------------------------- | -------------- | ---- |
| 宗像郡 4座（並大） |                         |          |                  |                  |                                                                                  |                |      |
| 宗像神社 三座      | ムナカタノ              | 並名神大 |                  | 宗像大社         | 沖津宮：福岡県宗像市大島沖ノ島 中津宮：福岡県宗像市大島 辺津宮：福岡県宗像市田島 |                |      |
| 織幡神社           | オリハタノ              | 名神大   |                  | 織幡神社         | 福岡県宗像市鐘崎                                                                 |                |      |
| 那珂郡 4座（並大） |                         |          |                  |                  |                                                                                  |                |      |
| 八幡大菩薩筥埼宮   | -ハコサキノミヤ         | 名神大   |                  | 筥崎宮           | 福岡県福岡市東区箱崎                                                             | （筑前国一宮） |      |
| 住吉神社 三座      | スミヨシノ              | 並名神大 |                  | 住吉神社         | 福岡県福岡市博多区住吉                                                           | 筑前国一宮     |      |
| 糟屋郡 3座（並大） |                         |          |                  |                  |                                                                                  |                |      |
| 志加海神社 三座    | -ウミノ -アマ           | 並名神大 |                  | 志賀海神社       | 福岡県福岡市東区志賀島                                                           |                |      |
| 怡土郡 1座（小）   |                         |          |                  |                  |                                                                                  |                |      |
| 志登神社           | シトノ                  | 小       |                  | 志登神社         | 福岡県糸島市志登                                                                 |                |      |
| 御笠郡 2座（並大） |                         |          |                  |                  |                                                                                  |                |      |
| 筑紫神社           | チクシ                  | 名神大   |                  | 筑紫神社         | 福岡県筑紫野市原田                                                               |                |      |
| 竃門神社           | カマトノ                | 名神大   |                  | 竈門神社         | 上宮：福岡県太宰府市北谷（宝満山山頂） 下宮：福岡県太宰府市内山                  |                |      |
| 上座郡 1座（小）   |                         |          |                  |                  |                                                                                  |                |      |
| 麻弖良布神社       | マテラフノ              | 小       |                  | 麻氐良布神社     | 福岡県朝倉市杷木志波                                                             |                |      |
| 下座郡 3座（並大） |                         |          |                  |                  |                                                                                  |                |      |
| 美奈宜神社 三座    | ミナギノ                | 並名神大 |                  | （論）美奈宜神社 | 福岡県朝倉市荷原                                                                 |                |      |
| 美奈宜神社 三座    | ミナギノ                | 並名神大 | （論）美奈宜神社 | 福岡県朝倉市林田 |                                                                                  |                |      |
| 夜須郡 1座（小）   |                         |          |                  |                  |                                                                                  |                |      |
| 於保奈牟智神社     | ヲホナムチノ オホナモチ | 小       |                  | 大己貴神社       | 福岡県朝倉郡筑前町弥永                                                           |                |      |
| 凡例を表示         |                         |          |                  |                  |                                                                                  |                |      |

## 式外社
『延喜式』神名帳の編纂当時に存在したが、同帳に記載の無い神社。

## 廟
次の香椎宮は『延喜式』の段階で存在するが、神名帳には掲載されず、神名帳以外において「廟」として記される。平安時代中頃から神社化した。
| 文献                         | 文献                                     | 比定社 | 比定社               | 比定社 | 集成 |
| 廟名                         | 記事                                     | 社名   | 所在地               | 備考   | 集成 |
| ---------------------------- | ---------------------------------------- | ------ | -------------------- | ------ | ---- |
| 香椎廟 （樫日廟/橿日廟など） | 『続日本紀』天平9年（737年）4月1日条ほか | 香椎宮 | 福岡県福岡市東区香椎 |        |      |